# Frisiphoca
Genre
Frisiphoca est un genre fossile de mammifères marins de la famille des Phocidae. Il est connu en Belgique et aux États-Unis où il a vécu au cours du Miocène moyen et supérieur.

## Liste d'espèces
- † Frisiphoca aberratum (van Beneden, 1876) - espèce type
- † Frisiphoca affine (van Beneden, 1876)

## Publication originale
- (en) Leonard Dewaele, Olivier Lambert et Stephen Louwye, « A critical revision of the fossil record, stratigraphy and diversity of the Neogene seal genus Monotherium (Carnivora, Phocidae) », Royal Society Open Science, Royal Society, vol. 5, no 5,‎ 9 mai 2018, p. 171669 (ISSN 2054-5703, PMID 29892365, PMCID 5990722, DOI 10.1098/RSOS.171669).